# Dimitrisz Kalodiki
Dimitrisz Kalodiki ( – 1389.) görög tudós, a Jeruzsálemi Szent János Ispotályos Lovagrend írnoka volt, aki Szalonikiből származott. Nevéhez fűződik mások mellett Thuküdidész beszédeinek lefordítása antik görögről újgörögre Juan Fernández de Heredia johannita nagymester számára 1384 és 1389 között. Elképzelhető, hogy ebben a munkában közreműködött Miklós drenopoliszi címzetes püspök is.
1381. április 17-én Heredia kinevezte közjegyzőnek élete végéig Rodoszra. 1382. március 6-án a nagymester feljogosította arra, hogy helyetteseket nevezzen ki egy másik közjegyzői posztra, amelyet aztán szintén megkapott. 1383. május 26-án Heredia felmentette Kalodiki gyerekeit a rodosziakat sújtó kötelezettség (marinara) alól, amely szerint meghatározott időn át a lovagrend gályáin kell szolgálniuk, vagy biztosítaniuk kell valakit maguk helyett.